# Hans Van Oost
Hans Van Oost (Eeklo, 10 december 1962) is een Belgisch jazzgitarist. Hij speelde samen met heel wat bekende Belgische jazzmusici: het Bart Defoort Quartet, het Brussels Jazz Orchestra, Rony Verbiest, Ben Sluys, en anderen. Hij maakte ook deel uit van het huisorkest in het tv-programma Debby & Nancy.

## Biografie
Hans Van Oost begon pas op zijn 19 jaar met gitaar spelen. In 1985 kreeg hij les op het kunsthumaniora in Antwerpen en volgde verschillende academieën in Knokke, Oostende, Lennik, Gent, waar hij de jazz leerde kennen. Hij studeerde aan het conservatorium van Brussel bij Paolo Radoni en aan de jazzstudio. Hij volgde ook stages bij Serge Lazarevitch en Pat Metheny. Hij speelde onder meer met Richard Rousselet, Ben Sluijs, Fabien Degryses ‘Hommage A René Thomas’ en Félix Simtaine.
Sinds 2005 geeft hij lessen op het conservatorium van Gent. Hij speelt regelmatig in het buitenland (Italië, Spanje, Kroatië, Oostenrijk, Frankrijk, Ierland, ...) met grote namen als Bob Mover (VS) en Aiden Burke (Ierland).

## Stijl
Zijn gitaarspel werd beschreven als "houdt het midden tussen dat van Pat Metheny, John Scofield en John Abercrombie."
De stijl van Hans Van Oost is sterk beïnvloed door gitaristen zoals Joe Pass, Pat Metheny, Kurt Rosenwikel, en John Scofield. Zijn klank is een mengeling van de klank van Kurt Rosenwinkel en Matt Otten. Zijn techniek en speelstijl komen meer in de buurt van Mike Stern en Pat Martino (rechterhand), terwijl zijn zachte klank en zijn melodieën doen denken aan Russell Malone.

## Discografie
- ”Mosaïc” (West Music Club,1996)
- ”Tribute To René Thomas” met Fabien Degryse (1998)
- “Te land en te Water - The Friendly Port - De Haven van Gent “ met Walter De Buck (2000)
- ”The Lizard Game” met Bart Defoort (2004)
- "Bailande Con" Mucho Gusto (2008)
- "10" met Much Gusto (2010)
- "Black Fox" met Daithi Rua (2010)
- "Turtle Music" met Koen Nys Quintet (2011)
- "Time of The Doves" met Rony Verbiest ( 2011)
- ”The Banneling” met Derek (2012)